# Língua guajajara
O guajajara é um dialeto da língua indígena brasileira tenetehara, a qual pertence à família linguística tupi-guarani e ao tronco tupi. É falado pelos guajajaras.